# Melanaethus subpunctatus
Melanaethus subpunctatus är en insektsart som först beskrevs av Willis Blatchley 1926.  Melanaethus subpunctatus ingår i släktet Melanaethus och familjen taggbeningar. Inga underarter finns listade i Catalogue of Life.